# 卡拉索斯

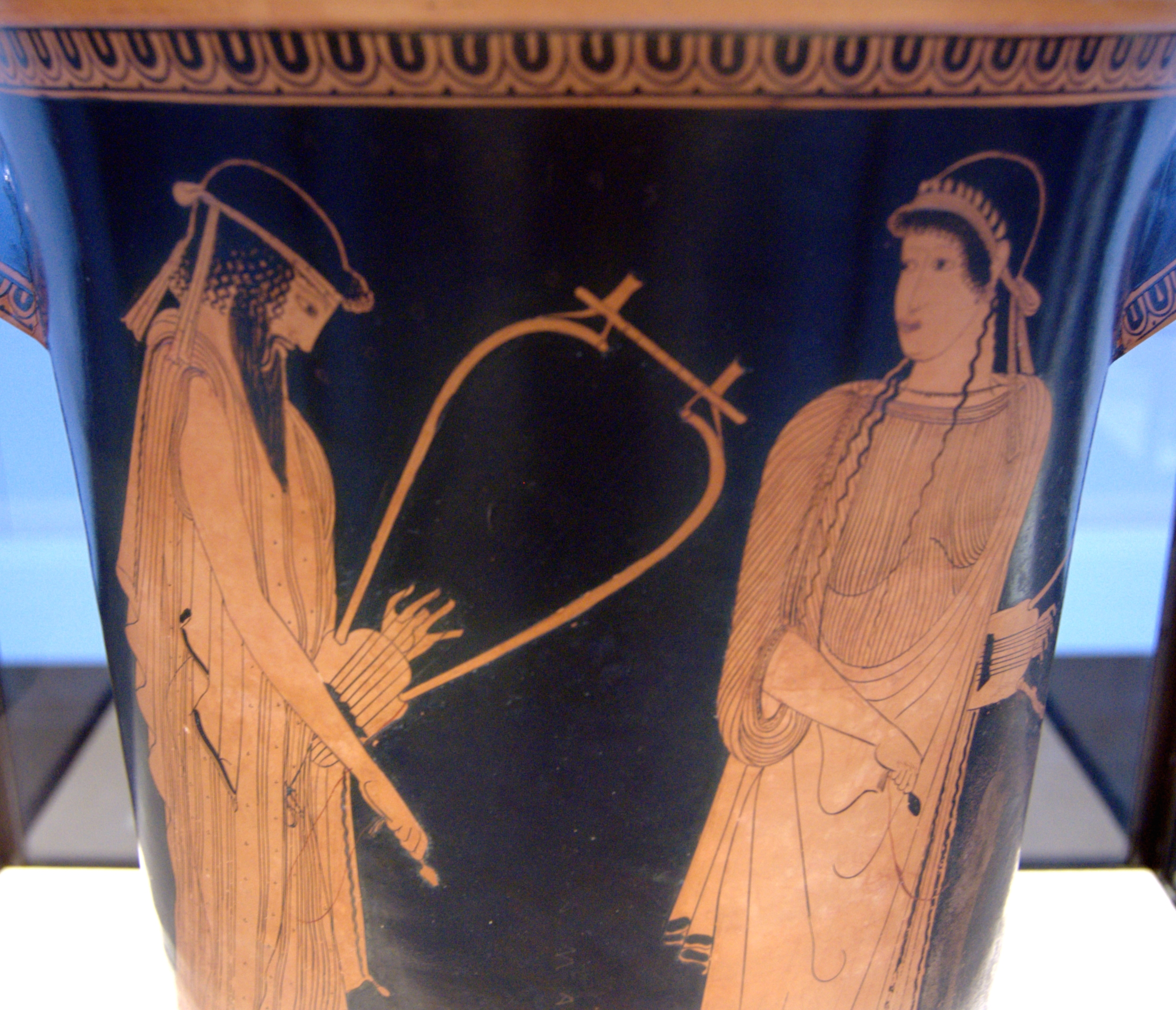
阿提卡的卡拉索斯陶器上的古希腊抒情诗人阿尔卡埃乌斯和莎孚的图案。陶器制作于约公元前470年，现存于德国巴伐利亚州慕尼黑的州立文物博物馆。

卡拉索斯是一种形状如大礼帽的古希腊花瓶，用来装羊毛与水果，经常被古希腊人当做生育的象征。古希腊人通常也会把大小事件画在陶器上。